# Athanase de Charette de la Contrie den äldre

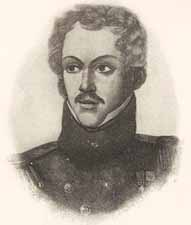

Athanase de Charette de la Contrie, född 1796, död 1848, var en fransk kontrarevolutionär politiker. Han var brorson till François Athanase de Charette de la Contrie och far till Athanase de Charette de la Contrie den yngre.
de Charette deltog i upproret mot Napoleon I under de hundra dagarna och blev 1832 pär. Efter julirevolutionen 1830 var de Charette en av hertiginnan av Berrys främsta medhjälpare i det misslyckade upprorsförsöket 1832, och gick därefter i landsflykt. År 1837 återvände han till Frankrike.